# Yusei Kayanuma
Yusei Kayanuma (født 6. august 1993) er en japansk fodboldspiller, som spiller for den japanske fodboldklub Kagoshima United FC.